# مورچه‌های ناهنجار
مورچه‌های ناهنجار (نام علمی: Anomalomyrma) نام یک سرده از تیره مورچه است.